# Francesco Colonna
Francesco Colonna (Venecia, Italia; 1433–ibídem, 1527) fue un sacerdote y fraile dominico italiano al que se le acreditó la autoría del libro Sueño de Polífilo (Hypnerotomachia Poliphili), aunque la obra también está atribuida a otros autores.
Esto ocurrió por descubrirse un acróstico esteganografeado en el libro. Si se toma la primera letra de los treinta y ocho capítulos, se puede obtener la frase «Poliam frater Franciscus Columna peramavit» («El hermano Francesco Colonna ama apasionadamente a Polia»).

## Biografía
Vivió en Venecia y predicó en la Basílica de San Marcos. Además de Sueño de Polífilo se sabe que seguramente escribió en idioma italiano un poema épico llamado Sueño de Delfilo (Delfili Somnium), que estuvo inédito durante su vida y no fue publicado sino hasta 1959. Colonna pasó parte de su vida en el monasterio de San Juan y San Pablo en Venecia. Parece que el monasterio no era de la observancia más estricta, pues a Colonna se le dio permiso para vivir afuera de sus paredes.